# Cavipalpia translucidella
Cavipalpia translucidella är en fjärilsart som beskrevs av Émile Louis Ragonot 1893. Cavipalpia translucidella ingår i släktet Cavipalpia och familjen mott. Inga underarter finns listade i Catalogue of Life.